# حفاظت دریایی

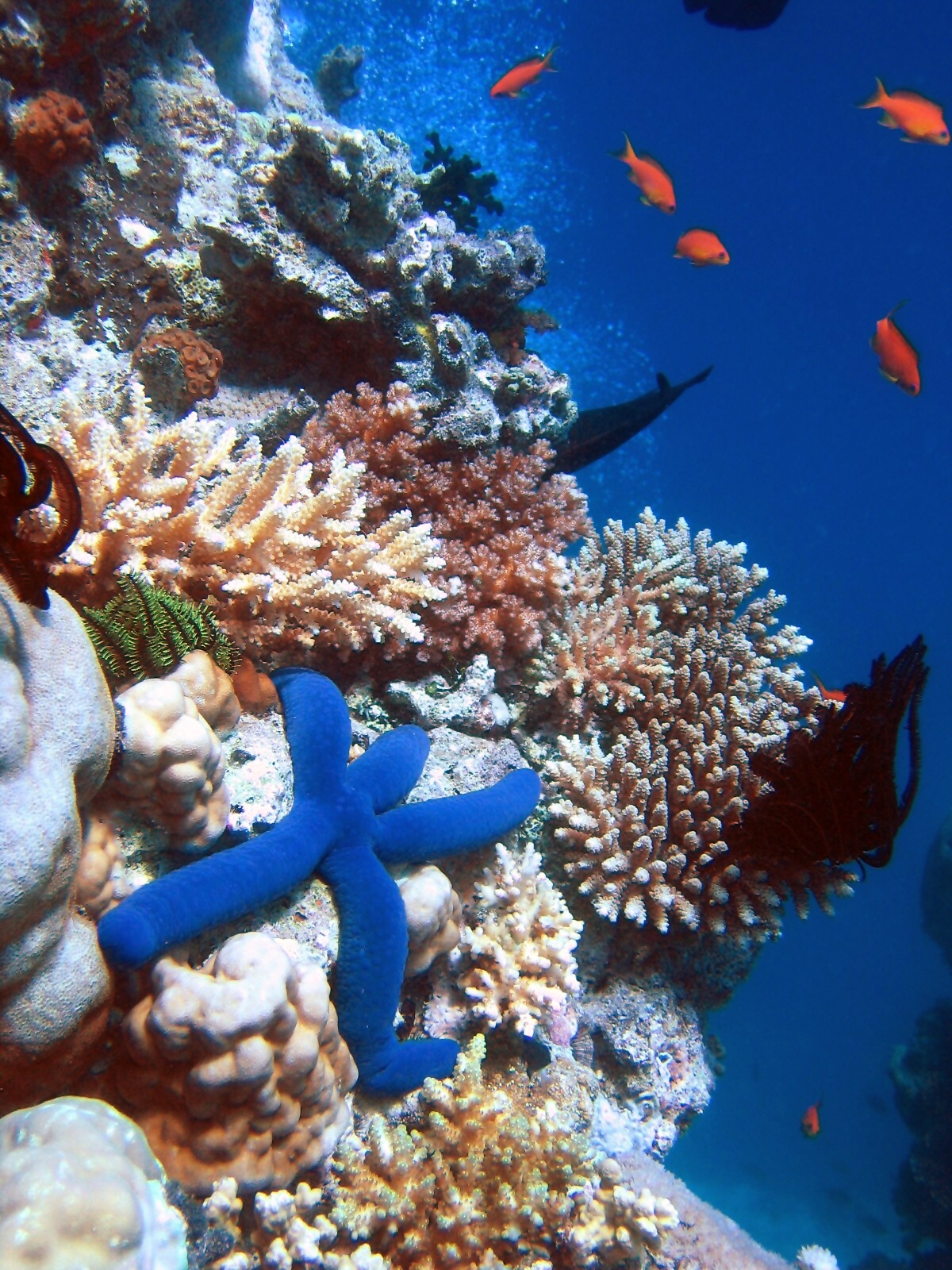
صخره‌های مرجانی تنوع زیستی زیادی دارند.

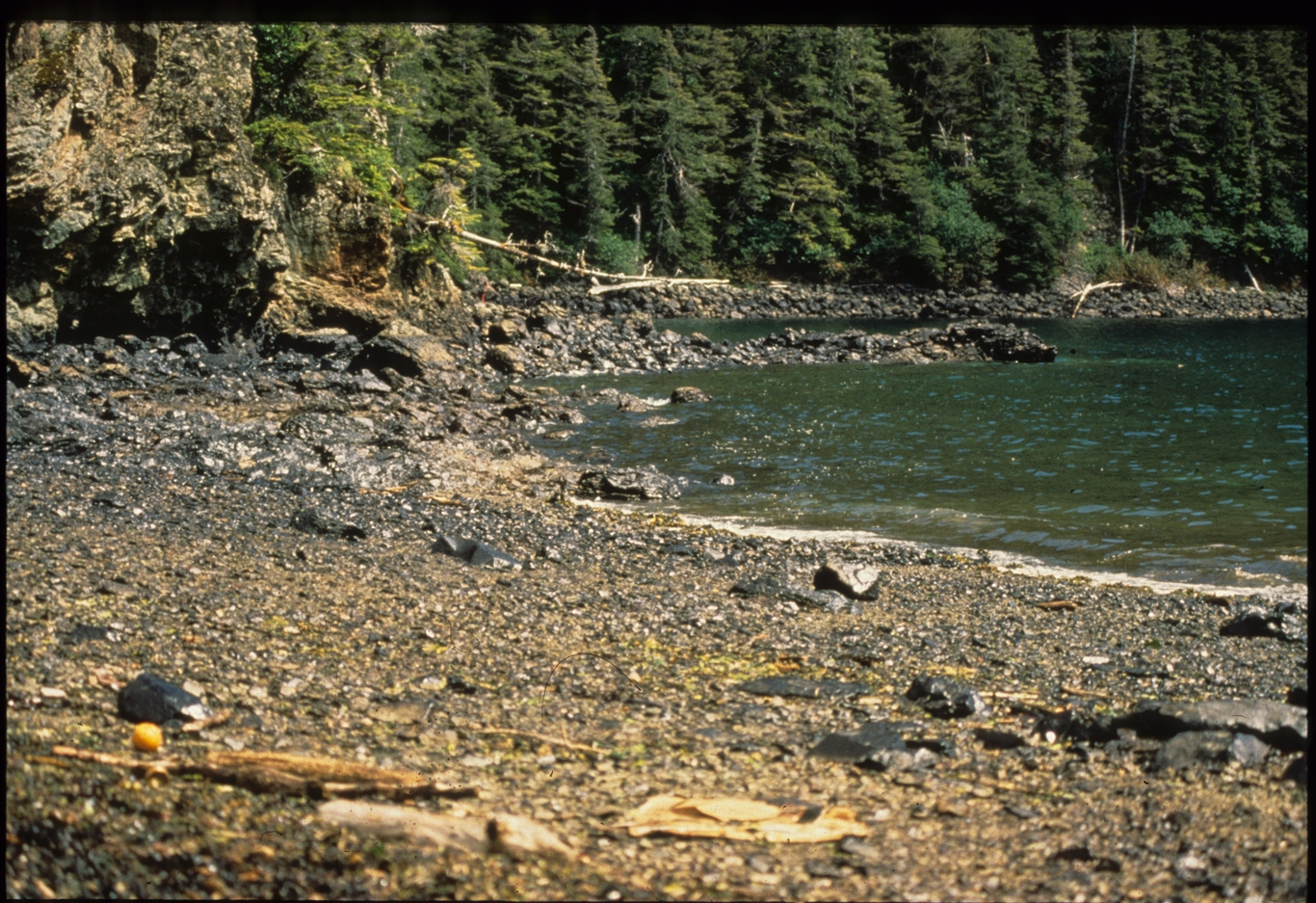
بقایای نشت نفت اکسون والدز پس از تصفیه دوم توسط کارگران نشت نفت در آلاسکا

حفاظت دریایی (به انگلیسی: Marine conservation) که به عنوان حفاظت اقیانوسی نیز شناخته می‌شود، حفاظت و نگهداری اکوسیستم در اقیانوس‌ها و دریاها از طریق مدیریت برنامه‌ریزی شده به منظور جلوگیری از بهره‌برداری بی‌رویه از این منابع دریایی است. حفاظت دریایی با مطالعه گیاهان دریایی و منابع جانوری و عملکردهای اکوسیستم انجام می‌شود و با واکنش به اثرات منفی آشکار دیده‌شده در محیط مانند انقراض گونه‌ها، نابودی زیستگاه و تغییر در کارکرد اکوسیستم هدایت می‌شود و بر محدود کردن انسان تمرکز می‌کند. - باعث آسیب به اکوسیستم‌های دریایی، بازسازی اکوسیستم‌های آسیب‌دیده دریایی و حفظ گونه‌ها و اکوسیستم‌های آسیب‌پذیر زندگی دریایی می‌شود. حفاظت دریایی یک رشته نسبتاً جدید است که به عنوان پاسخی به مسائل زیست‌شناختی مانند انقراض و تغییر زیستگاه‌های دریایی گسترش یافته‌است.
حفاظت‌گرایان دریایی به منظور تعیین چگونگی انجام این کار بر ترکیبی از اصول علمی مشتق از زیست‌شناسی دریا، بوم‌شناسی، اقیانوس‌نگاری و علوم شیلات و همچنین عوامل انسانی مانند تقاضا برای منابع دریایی، حقوق دریایی، اقتصاد و سیاست تکیه می‌کنند. به بهترین وجه از گونه‌های دریایی و اکوسیستم‌ها حفاظت و نگهداری می‌کند. حفاظت دریا را می‌توان به عنوان زیرشاخه‌ای از زیست‌شناسی حفاظت توصیف کرد.